# 马齿苋
马齿苋（学名：Portulaca oleracea），又名马生菜、马齿菜、馬屎莧、五行草、酸苋、豬母乳、马勺菜、地马菜、马蛇子菜、长寿菜、老鼠耳、寶釧菜、蚂蚱菜，是马齿苋科马齿苋属植物。

## 形态

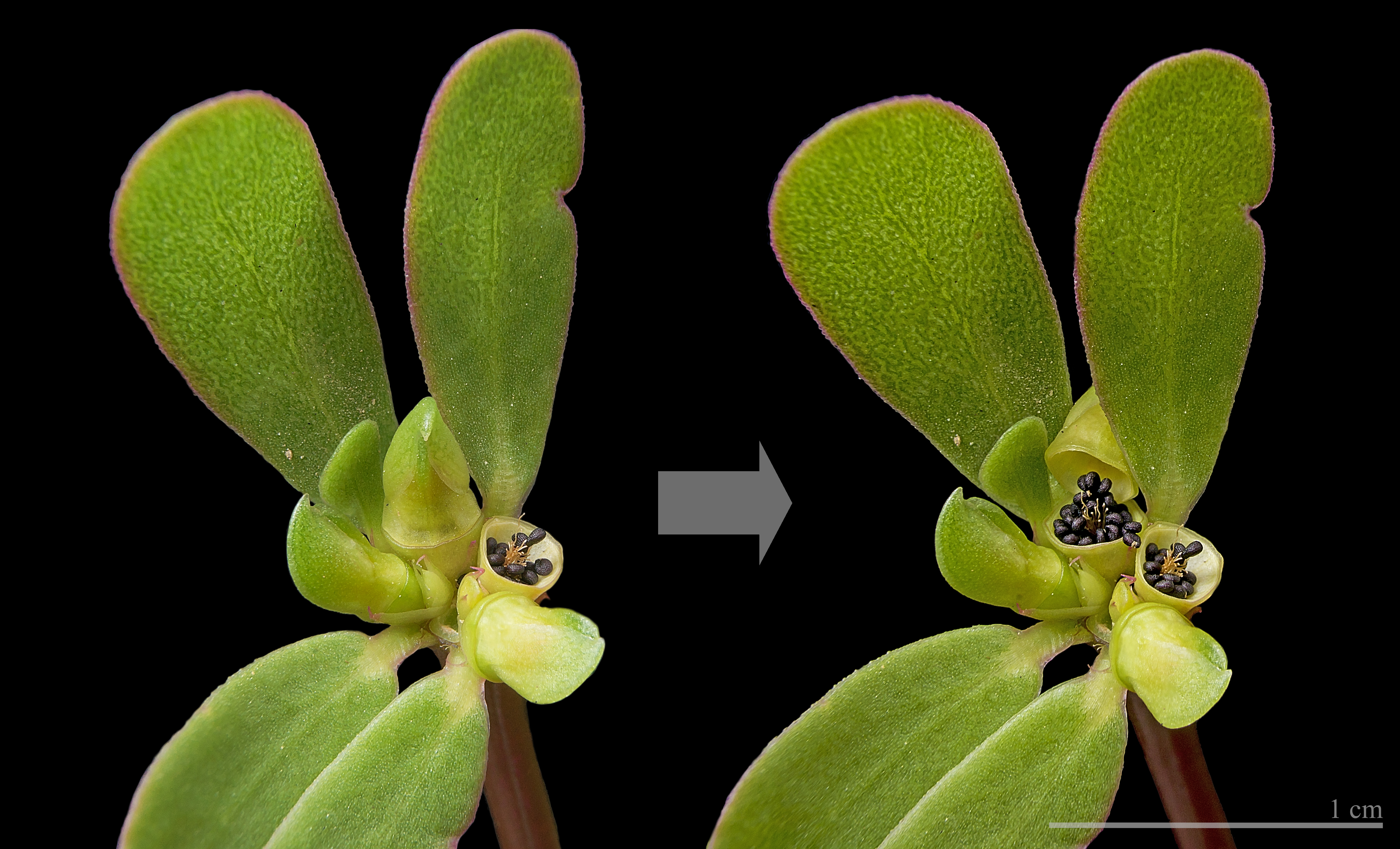
马齿苋花苞变化

一年生草本植物，全草肥厚多汁，通常匍匐无毛；圆柱形茎下部匍匐，上部略能直立；茎分歧甚多，带有紫红色。肥厚的倒卵状楔形叶子对生，先端圆形，全缘；夏季开淡黄色小花；蒴果圆锥形，盖裂。
李时珍說“其叶比并如马齿，而性滑利似苋”，因此得名。

## 分布
生长于原野，分布于全世界温热带地区，中国分布很广，如廣東、山东。

## 特性
為一或二年生草本，植株形態，可分為直立型、半匍匐型及匍匐型品系三種。由於葉形如馬的牙齒，又具莧菜之滑利，故名之馬齒莧。自古以來，馬齒莧在中國就被中醫作為草藥而廣為應用。
喜歡溫暖濕潤氣候，適應性較強，能耐旱，在丘陵和平地一般土壤都可栽培。隨著科學及烹調技術進步，發現馬齒莧含有豐富的營養成份，若調理得法，清脆爽口、風味獨特，既可生吃亦可熟食，種植時病蟲害少，生長快速，可作為健康蔬菜之用，同時由於它品系多、花色豔麗，若不作為食用，亦可種於花壇，作觀賞花卉之用。

## 用途

### 食用
马齿苋经常用作绿叶菜。叶子肉质，口感脆粘，味道微酸微鹹。
马齿苋含丰富的营养成分，尤其是维生素A、维生素C、核黄素等维生素和钙、铁等矿物质 。其ω-3脂肪酸含量在绿叶菜中占首位。
馬齒莧在民間也叫長壽菜，馬齒莧可涼拌，可用肉絲烹炒，亦可用蛋、肉絲做成羹湯食用，日本山形縣居民，當作蔬菜涼拌後食用。

### 药用

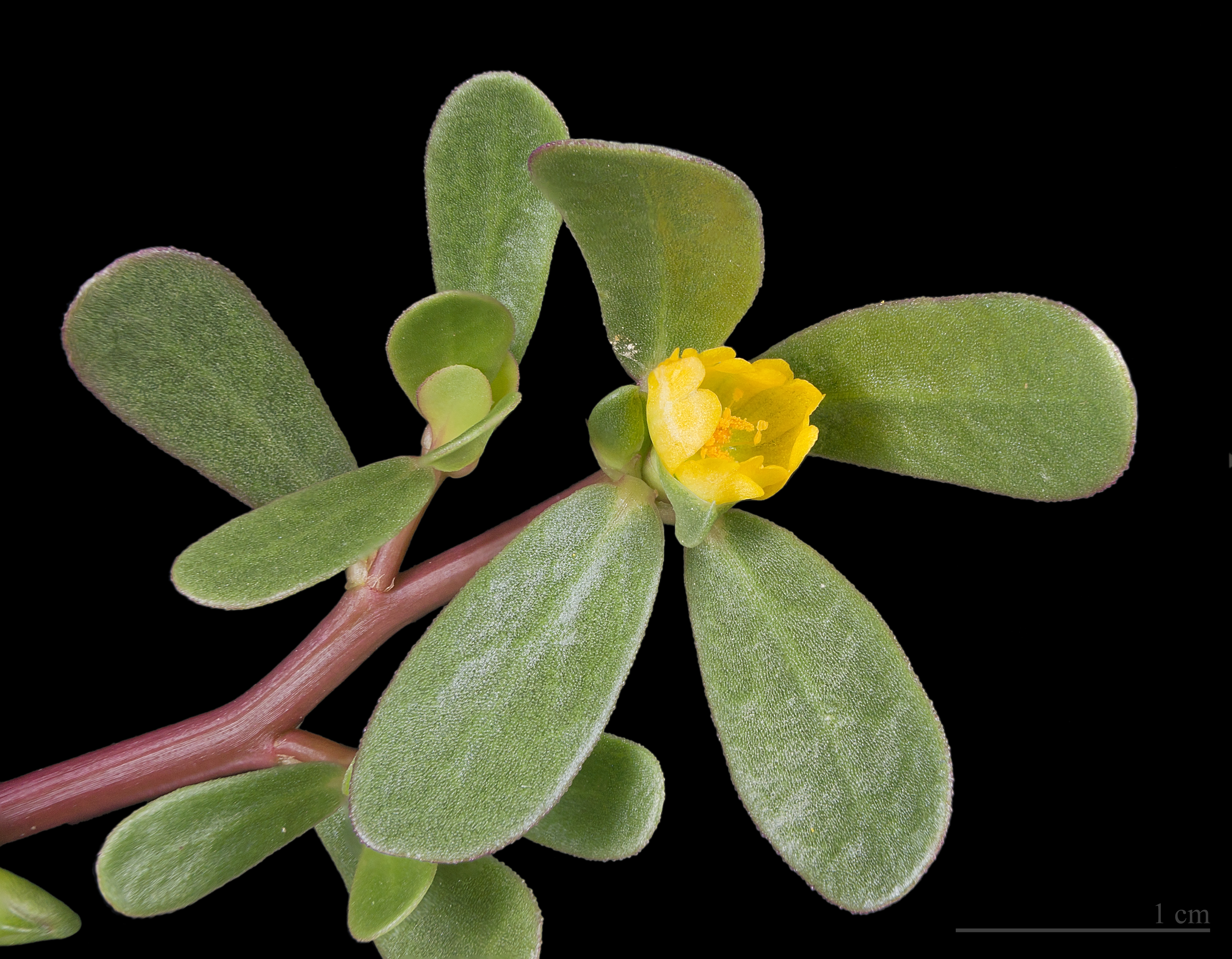
原种

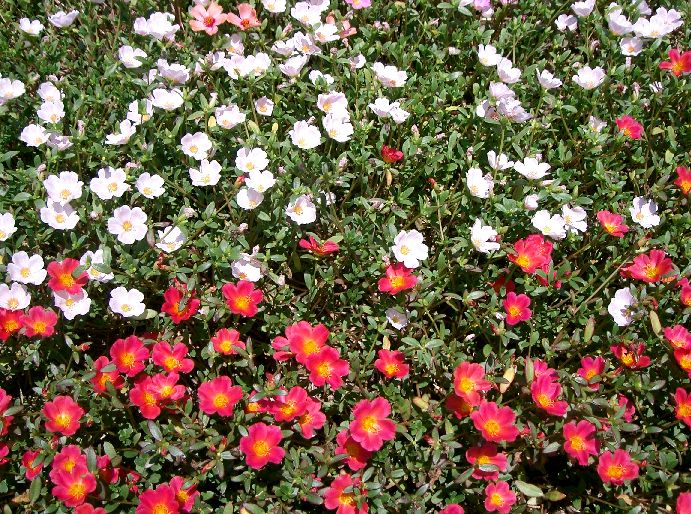
园艺栽培种

中医用地上全草入药。味甘酸、性寒、无毒。功效为清热解毒，散血消肿，除湿止痢，利尿润肺，止渴生津。 主治痢疾、痈疮肿毒、臁疮、消渴生津、小便不通、白喉、久咳、蛲虫、男性阴囊湿疹、妇女赤白带下、子宫出血、痔疮出血、乳疮。
在希腊的民间马齿苋用于便秘和泌尿系统炎症的治疗。古罗马的老普林尼认为马齿苋的药效很好，以至于建议大家佩戴马齿苋以驱邪
（《博物志》 20.120）。

## 延伸阅读
[在维基数据编辑]
 《植物名實圖考·馬齒莧》，出自吳其濬《植物名實圖考》

## 外部連結
- . 藥用植物圖像數據庫 (香港浸會大學中醫藥學院).   [November 28, 2011]. （原始内容存档于2021-02-21） （中文（香港））.